# Teodor Busch

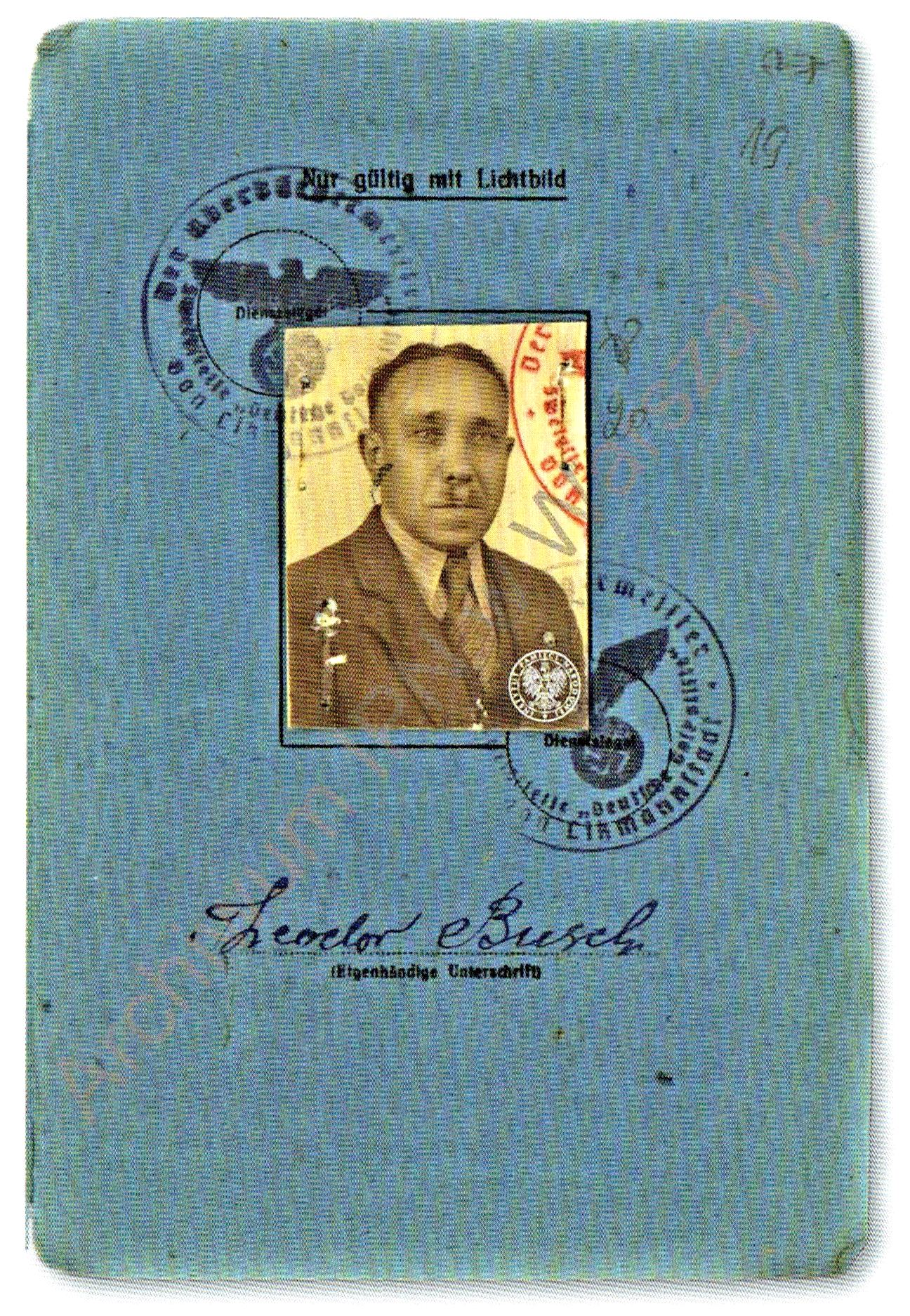
Wewnętrzna strona legitymacji Niemieckiej Listy Narodowościowej (Ausweis der Deutschen Volsliste) wystawionej na nazwisko Teodor Busch

Teodor Busch (ur. 18 września 1890 w Nowych Górkach, zm. 5 lipca 1946 w Łęczycy) – wachman, funkcjonariusz policji bezpieczeństwa, oprawca w Prewencyjnym Obozie Policji Bezpieczeństwa dla Młodzieży Polskiej w Łodzi.

## Życiorys
Teodor Busch urodził się 18 września 1890 w Nowych Górkach, w gminie Gospodarz w powiecie łódzkim. Jego ojcem był Eugeniusz Busch, a matką Amalia z domu Wiese. Rodzina była narodowości niemieckiej. Ukończył cztery klasy szkoły powszechnej i pracował jako robotnik w tkalni. Był żonaty i miał troje dzieci. Przed wybuchem II wojny światowej wspierał ruch nazistowski. Na początku roku 1939 został skazany (po uprzedniej apelacji) na 1 rok więzienia za przemycanie Niemców przez polską granicę.
Po wybuchu II wojny światowej wstąpił do Schutzstaffel (SS) i do policji bezpieczeństwa. 2 września 1941 roku podpisał Volkslistę. W tym czasie mieszkał przy ul. Grzybowej 34 na Chojnach (ob. ul. Kongresowa). W połowie roku 1943 został Blockleiterem (blokowym), którego zadaniem był udział w aresztowaniach i rewizjach dokonywanych u Polaków.
Od 1 do 18 stycznia 1945 roku pełnił służbę w Prewencyjnym Obozie Policji Bezpieczeństwa dla Młodzieży Polskiej w Łodzi przy ul. Przemysłowej, gdzie należał do najokrutniejszych obozowych wachmanów, znęcając się nad dziećmi. 18 stycznia, dzień przed wyzwoleniem miasta spod okupacji, uciekł do Niemiec. Po kilku miesiącach jednak wrócił, 23 czerwca 1945 roku został aresztowany i osadzony najpierw w więzieniu przy ul. Kopernika, a następnie w więzieniu w Łęczycy.
Proces Buscha miał odbyć się przed Specjalnym Sądem Karnym w Warszawie z siedzibą w Łodzi. 27 kwietnia 1946 roku skierowano do sądu akt oskarżenia. Teodor Busch nie doczekał procesu – zmarł 5 lipca tego samego roku w więzieniu w wyniku „ogólnego osłabienia organizmu”.